# Hobby Consolas
Hobby Consolas est un magazine de jeux vidéo espagnol lancé en octobre 1991 par Hobby Press et actuellement édité par Axel Springer. Le magazine mensuel fournit des informations sur les jeux sur toutes les consoles, et depuis 2012, couvre également les jeux PC et appareils mobiles. En mars 2014, il est tiré à 32 129 exemplaires et compte environ 330 000 lecteurs,. Le site web officiel du magazine est le cinquième site espagnol de jeu vidéo le plus visité.
Chaque année au mois août depuis 2008, le magazine célèbre le « Gamer's Day » en Espagne, avec, PlayManía, Revista Oficial Nintendo et Micromanía.
En 2018, le magazine et 20 minutos, la version espagnole de 20 minutes, s'allient pour fournir un contenu sur le jeu vidéo pour le périodique généraliste